# Kafacakaplancık, Yatağan
Kafacakaplancık là một xã thuộc huyện Yatağan, tỉnh Muğla, Thổ Nhĩ Kỳ. Dân số thời điểm năm 2011 là 833 người.